# ルーシ内戦 (1146年 - 1154年)
本頁は1146年から1154年にかけてのルーシ（キエフ大公国領域）における、諸公国間の内戦をまとめたものである。この内戦は、1146年にキエフ大公フセヴォロドが死亡した後のキエフ大公位並びに他の諸公国の公位をめぐる権力闘争である。内戦は、南西ルーシのヴォルィーニ公国を領有するイジャスラフと、その叔父にあたり、北東ルーシを基盤とする、ロストフ・スーズダリ公ユーリーの二人が両派の中心的人物であった。内戦はイジャスラフの死亡した1154年に終息を見た。なお、ユーリーは遠隔地の北東ルーシからキエフを狙い続けたことで、後世にはドルゴルーキー（長い手の意）の通称を冠されることになる。

## 前史
この内乱の遠因は、1130年代の出来事にあるとみなされる 。すなわち、1132年に死亡したキエフ大公ムスチスラフ（ムスチスラフ・ヴェリーキー）と、その弟であり、キエフ大公位を継いだヤロポルクの間で取り決められた契約である。彼らは、存命であった自身の年少の2人の弟（ヴャチェスラフとユーリー）の相続権を黙殺し、ペレヤスラヴリ公国を、ムスチスラフ・ヴェリーキーの子フセヴォロドに与えようとした。当時の継承法に反するこの相続は、フセヴォロドやイジャスラフらムスチスラフ・ヴェリーキーの子、孫と、ムスチスラフ・ヴェリーキーの弟ユーリー（並びにユーリーの子たち）との間に確執を引き起こした。（注：以下、先の派閥をイジャスラフ派、後の派閥をユーリー派として記述する）。
またこの時期、リューリク朝の一系統であり、チェルニゴフ公国を世襲領としていたスヴャトスラフ家（スヴャトスラフ：1027年 - 1076年の子孫）の諸公にも不和が生じており、スヴャトスラフの子オレグの子らオレグ家(ru)の諸公と、同じくスヴャトスラフの子ダヴィドの子らダヴィド家の諸公の対立関係が、上記のキエフ大公位を巡り生じた両派閥に属して、内乱に関与していくことになる。
1139年、キエフ大公ヤロポルクが死亡すると、オレグ家諸公はユーリー派に接近し、クルスク公国領併合に成功した。また、ヤロポルクの後を継いだキエフ大公は、ヤロポルクの弟（ユーリーの兄）ヴャチェスラフであったが、オレグ家のフセヴォロドはこれを追放し、自身がキエフ大公位に就いた。この時、ユーリーは北東ルーシのロストフ・スーズダリ公国にあり、ユーリーの子ロスチスラフはノヴゴロド公国を統治していた。ユーリーの子ロスチスラフ(ru)はノヴゴロドの支援を元にフセヴォロド討伐の兵をあげようと画策したが、ノヴゴロドの人々はこれを承諾せず、逆に、オレグ家からの公を招聘する動きを見せた。これを機に、オレグ家のスヴャトスラフ、次いでイジャスラフの弟スヴャトポルクがノヴゴロド公位に就いた。

## 1146年 - 1149年
1146年、オレグ家出身のキエフ大公フセヴォロドが死亡し、その弟のイーゴリがキエフ大公位を継いだ。しかし、キエフの人々はオレグ家のキエフ大公を不満に思い、イジャスラフに公位に就くよう要求した。同年8月、キエフの人々によってイーゴリは捕えられ、オレグ家諸公はチェルニゴフに撤退した。空位となったキエフ大公位をイジャスラフが手中に収め、さらにヴォルィーニ公位を併せ持った。また、トゥーロフ公位にヤロスラフ、旧領のペレヤスラヴリ公にムスチスラフと、自身の子を据えて基盤を固めた。このとき、ヴォルィーニ公位を奪われたのは、オレグ家諸公の1人・スヴャトスラフであり、スヴャトスラフは、ロストフ・スーズダリ公ユーリーと同盟を結んだ。ただし、ダヴィド家の諸公はイジャスラフ家陣営についた。これにより、イジャスラフ派（イジャスラフとその兄弟・子、ダヴィド家からなる派閥）と、ユーリー派（ユーリーとその子、オレグ家からなる派閥）の、両派の対立構造が明確となった。また、ユーリーの介入による、実際的な軍事衝突が誘引されることとなった。
1146年12月、ユーリーは、まず、イジャスラフ陣営についたムーロム公ロスチスラフを撃破し、また、ヴォルィーニ公位を追われたスヴャトスラフへの支援として、自身の子イヴァンに軍を与えて派遣した（この援軍の見返りとして、イヴァンはクルスク公国を得た）。一方、イジャスラフは、ダヴィド家の本拠地ノヴゴロド・セヴェルスキーで大軍を動員し、これを攻めさせた。スヴャトスラフはカラチェフに退避して迎え撃とうと画策するが、1147年1月16日、カラチェフ近郊でダヴィド家のイジャスラフ率いる追撃軍に追いつかれ、ヴャチチの森の奥へと逃走した。ユーリーは、千人のベロオゼロ重装兵（トィシャツキー率いるトィシャチ隊＝千人隊）をスヴャトスラフのもとへ送る支援を試みたが、ユーリーの子イヴァンの急死（1147年2月24日）により、ユーリー自身の遠征は中止された。
その後、ユーリーとスヴャトスラフは、それぞれ、イジャスラフ派諸公の領土であるトルジョク（ノヴゴロド公国領：この時期のノヴゴロド公はイジャスラフの弟スヴャトポルク）と、ポルタヴァ川上流（スモレンスク公国領：この時期のスモレンスク公は、同じくイジャスラフの弟ロスチスラフ）を侵略した。また、ユーリは息子グレプに重装備で固めた自身のドルジーナ隊（直属部隊・近衛兵団）を付けて、チェルニゴフ公国領域へと向かわせた。グレプ軍は、イジャスラフの子ムスチスラフの守るクルスクの奪還に成功した。さらに、ポロヴェツ族からの支援も得たグレプは、1147年春のうちにウグラ川上流（スモレンスク公国領）を侵略し、荒廃させている。この奪回戦を受け、ダヴィド家諸公はノヴゴロド・セヴェルスキーをスヴャトスラフに明け渡し、ユーリーへの従属の姿勢を見せた。
1148年、イジャスラフはハンガリー王国の支援を得て、チェルニゴフへ向けて進軍し、同じく迎撃の構えを見せるスヴャトスラフらの軍勢と対峙した。この対峙は、最終的には戦闘は起こらないまま、イジャスラフが兵を引き上げた(ru)。なおこの時期に、父からの扱いに不満を覚えたユーリーの子ロスチスラフ(ru)は、父から離反して、一時イジャスラフ側に付いている。
1149年初頭、イジャスラフは、キエフを弟のウラジーミルに任せ、スモレンスク公国軍、ノヴゴロド公国軍と共に、ユーリーの領土であるロストフ・スーズダリ公国への遠征(ru)を行った。オレグ家のスヴャトスラフやダヴィド家諸公は、ユーリーを支援する遠征軍を送ったものの、回避行動をとり、戦闘は行わなかった。遠征軍はユーリー領のヴォルガ川流域の各地を荒らし、7千人の捕虜を得て、キエフへ帰還した。一方、ユーリーも、オレグ家のスヴャトスラフ、ポロヴェツ族の軍と共に、キエフへの報復遠征に出た。1149年8月、ペレヤスラヴリの戦い(ru)でユーリーはイジャスラフを破り、キエフ大公位を手中に収めた。

## 1149年 - 1151年
1149年、キエフ大公位に就いたユーリーは、オレグ家のスヴャトスラフにトゥーロフ公位を与え、息子ロスチスラフ(ru)をペレヤスラヴリ公、アンドレイをヴィシゴロド公、ボリスをベルゴロド公、グレプをカネフ公にそれぞれ配置し、自領の本拠地スーズダリはヴァシリコに任せた。
同年、キエフ大公位を追われたイジャスラフは、ポーランド王国、ハンガリー王国、ボヘミア公国(ru)からの支援を得て、叔父（ユーリにとっては兄）ヴャチェスラフをキエフ大公とする画策を始めた。これに対し、ユーリーはポロヴェツ族からの支援を得て、イジャスラフの領有するヴォルィーニ公国へと軍を発し、イジャスラフの弟ウラジーミルの守るルーツクを囲んだ(ru)。外国からの軍勢を含むこの軍事衝突は、ハンガリーからの侵入・介入を危ぶむガーリチ公ウラジーミルの奔走により、ユーリ・イジャスラフの間に和平条約が締結された。しかし、ユーリーは和平条約を守らず、両者の紛争は継続されることになる。
1150年、チョールヌィ・クロブキからの援軍と共に、イジャスラフは再び軍を起こした。キエフはさしたる抗戦も行わずにイジャスラフに門を開き、ユーリーらはドニエプル川対岸（キエフの対岸）へと逃走した。はじめイジャスラフは、先の画策でまつり上げようとしたヴャチェスラフにキエフ大公位を与えず（代わりにヴィシゴロド公位を与えた）、自身がキエフ大公位に就いた。しかし、ユーリー、オレグ家、ダヴィド家と、ガーリチ公ウラジーミルからの挟撃が危ぶまれると、イジャスラフは、自身とヴャチェスラフとの共同統治を提唱・履行した。

## 1151年 - 1154年
1150年、イジャスラフはオルィシャニツァの戦い(ru)でガーリチ公ウラジーミルに破れ、ヴォルィーニへと一時撤退した。しかし1151年冬、ハンガリー王ゲーザ2世からの援軍と共に、イジャスラフは再びキエフを目指した。ガーリチ公ウラジーミルがこれを阻止しようと軍を動かすが、イジャスラフはこれを振り切り、再度キエフに入り、ヴャチェスラフとの共同統治を再開した。この共同統治（実質的にはイジャスラフが主権を握る）は1154年まで続いた。この間、ユーリーはキエフを奪取する南征を画策するが、1151年春にルート川の戦い(ru)で敗北する。一方、イジャスラフは息子ムスチスラフにハンガリー兵を預け、ユーリーの同盟者ガーリチ公ウラジーミルのガーリチ公国を攻撃させたが、サポゴフ(ru)の戦いで敗北した。なお、この年には、イジャスラフの娘婿であるログヴォロド（ドルツク公家）が、ユーリー派のロスチスラフ（ミンスク公家）にポロツク公位を奪われている。イジャスラフ・ユーリー両者は膠着状態となり、クルスクを押さえるユーリーに対し、イジャスラフはペレヤスラヴリにムスチスラフを置いてこれに備えた。
1152年、イジャスラフ・ハンガリー同盟軍はサン川の戦い(ru)でガーリチ公国軍を破り、ガーリチ公ウラジーミルに停戦協定を結ばせた。一方、ダヴィド家は再度イジャスラフ側についたため、同年ユーリーは、親イジャスラフ派に抑えられたチェルニゴフを囲む(ru)が、これを陥とすことはできなかった。逆に、親ユーリー派のノヴゴロド・セヴェルスキーはイジャスラフ・ハンガリー同盟軍に囲まれ降伏(ru)、オレグ家のノヴゴロド・セヴェルスキー公スヴャトスラフは講和を結んで公位を保持した。
1153年、ガーリチ公ウラジーミルが死亡すると、イジャスラフはガーリチを攻撃、後を継いだウラジーミルの子ヤロスラフ（ユーリーの娘婿）をテレボヴリの戦い(ru)で破った。同年、ユーリーは再度南征を行い、ユーリーの子アンドレイ(ru)が一時リャザンを占拠するが、スモレンスク公ロスチスラフによって奪い返された。

## 結末
1154年11月にイジャスラフは死亡し、その後まもなくしてヴャチェスラフも死亡した。キエフ大公位はヴャチェスラフが招いていたスモレンスク公ロスチスラフが継承した。1155年、ヴャチェスラフ死亡の報を受けたユーリーは、再度南征を行いスモレンスク公国へ侵入した。ロスチスラフはキエフから自領であるスモレンスクに戻り、ユーリーと講和を結んだ。1155年3月、ユーリーはキエフに入り、キエフ大公位を手中に収めると、ヴィシゴロドに長子アンドレイ(ru)、トゥーロフにボリス、ペレヤスラヴリにグレプを配し、ポロシエをヴァシリコに管轄させて、キエフ周辺を息子たちで固めた。
1157年、ユーリーはキエフで死亡した。ユーリーの長子アンドレイはキエフを治めず、自領（ウラジーミル大公国）の発展に力を入れた。アンドレイの時代、キエフの繁栄は停滞期に入っており、キエフ大公位の重要度が相対的に低下していったことも、アンドレイの政策に影響している。